# Microbisium brevifemoratum
Microbisium brevifemoratum – gatunek zaleszczotka z rodziny Neobisiidae. Występuje w Palearktyce.

## Taksonomia
Gatunek ten opisany został po raz pierwszy w 1903 roku przez Edvarda Ellingsena pod nazwą Obisium brevifemoratum. Jako miejsce typowe wskazano Risør w Norwegii. W 1932 roku przeniesiony został przez Maxa Beiera do rodzaju Microbisium.

## Morfologia
Zaleszczotek ten ma prosomę wyposażoną w dwie pary zaopatrzonych w soczewki oczu. Tergity i sternity są niepodzielone, a wszystkie cztery pary odnóży krocznych pozbawione są kolców na biodrach oraz zwieńczone dwuczłonowymi, podzielonymi na metatarsus i telotarsus stopami. Szczękoczułki zwieńczone są szczypcami; ich palec ruchomy ma kilka ząbków i nie występuje na nim rozgałęziona galea; szczecinka galealna osadzona jest przedśrodkowo. Szczękoczułki zaopatrzone są w rallum, którego pierwsze trzy blaszki są na przedzie drobno ząbkowane. Nogogłaszczki zaopatrzone są w szczypce, na których palcach znajdują się ujścia gruczołów jadowych; palec ruchomy i nieruchomy są takiej długości jak dłoń mierzona razem z szypułką. Palec nieruchomy nogogłaszczków ma u form dorosłych siedem trichobotrii, z których żadne nie leży w części środkowej – wszystkie umieszczone są grupkach nasadowej i odsiebnej. Ruchomy palec nogogłaszczków ma u form dorosłych trzy trichobotria. Udo nogogłaszczków osiąga od 0,45 do 0,54 mm długości, co stanowi 3,2-krotność jego szerokości. Opistosoma (odwłok) ma na błonach pleuralnych ziarnistą rzeźbę.

## Ekologia i występowanie
Pajęczak ten należy do fauny epigeicznej.
Gatunek palearktyczny; znany jest z Wielkiej Brytanii, Belgii, Niemiec, Szwajcarii, Austrii, Danii, Norwegii, Szwecji, Finlandii, Estonii, Łotwy, Polski, Czech, Rosji, Azerbejdżanu, Pakistanu, Nepalu i Chin.